# 페어 게임 (1995년 영화)
《페어 게임》(Fair Game)은 1995년 미국에서 제작된 액션 스릴러 영화이다. 앤드루 사이프스가 연출하고 윌리엄 볼드윈과 신디 크로퍼드가 주연했다.

## 줄거리
마이애미에서 활약하는 변호사 케이트는 어느 날 갑자기 생명의 위협을 느끼기 시작한다. 케이트를 호위하기 위해 형사들이 함께 행동하게 되지만 대부분의 형사가 살해되고 만다. 살아남은 단 한 사람인 형사 맥스는 케이트와 필사적으로 도망극을 펼친다.

## 출연
- 윌리엄 볼드윈 - 맥스 커크패트릭 역
- 신디 크로퍼드 - 케이트 매퀸 역
- 스티븐 버코프 - 일리야 파벨 카자크(케이잭) 대령 역
- 크리스토퍼 맥도널드 - 마이어슨 경위 역
- 미겔 샌도벌 - 어밀리오 완토리나 역
- 요한 칼로 - 조디 커크패트릭 역
- 살마 하예크 - 리타 역
- 존 베드퍼드 로이드 - 루이 애러건 형사 역
- 저넷 골드스틴 - 로자 소우자 역
- 올레크 크루파 - 주코프 역
- 앤터니 코론 - "코드브레이커" 역
- 스콧 마이클 캠벨 - 애덤 역
- 케인 호더 - 카자크의 심복 역 (크레디트 미기재)
- 댄 허데이야 - 월터 홀런백 역 (크레디트 미기재)

## 우리말 녹음
SBS 성우진 (1998년 11월 14일)
- 홍시호 - 맥스(윌리엄 볼드윈)
- 강희선 - 케이트(신디 크로퍼드)
- 유민석 - 카자크(스티븐 버코프)
- 이근욱
- 이봉준
- 유영환
- 신흥철
- 최문자
- 윤병화
- 이재정
- 김태웅
- 박상훈
- 이주원
- 임아영